# Милан Купрешанин
Милан Купрешанин (Медак, код Госпића, 2. октобар 1911 — Загреб, 20. април 2005) био је учесник Народноослободилачке борбе, генерал-пуковник ЈНА и народни херој Југославије.

## Биографија
Рођен је 2. октобра 1911. у селу Медак, код Госпића. Потицао је из земљорадничке породице. Основну школу завршио је у родном селу, а гимназију у Госпићу. До почетка Другог светског рата службовао је у Чазми и Вировитици, као државни чиновник финансијске струке.
После Априлског рата 1941. и капитулације Југословенске војске, у коју је био мобилисан, вратио се у родни крај. Повезао се с члановима КП Југославије и укључио се у рад на припреми оружаног устанка. Почетком августа 1941, руководио је нападом устаничких снага на усташко-жандарску посаду у селу Медак. После тога, по задатку Окружног комитета КП Хрвтаске за Лику, ангажовао се у раду на стварању чвршћих војних јединица од устаничких снага. Тада је од бораца с подручја госпићког котара формиран герилски батаљон „Велебит“, а Купрешанин је постављен за његовог команданта. Као представник госпићког котара, учествовао је на саветовању војних делегата герилских одреда с подручја Лике и Босанске крајине, одржаном 31. августа 1941, у ослобођеном Дрвару и на састанку војних делегата личких партизанских одреда, одржаном 21. септембра 1941. на Каменском, на Пљешивици, када су донете значајне одлуке за развој оружане борбе у Лици и Босанској крајини.
Када је октобра 1941. на подручју госпићког котара формиран Први лички партизански одред, јачине око 2.000 бораца, Милан је постављен за његовог команданта. У то време примљен је и у чланство Комунистичке партије Југославије (КПЈ). Под његовом командом, Одред је крајем 1941. и почетком 1942, успешно спречавао нападе Италијана, усташа и четника на ослобођену партизанску територију и рушио железничку пругу на делу између Госпића и Грачаца. У децембру 1941. упућен је на партијски курс при Окружном комитету КПХ за Лику, који се одржавао у Трнавцу. Кад су, крајем истог месеца, италијанске снаге продрле од Врховина ка Кореници, дочекао их је с групом курсиста у Шијановом кланцу. Том приликом је био рањен.
У току лета 1942. командовао је привременом борбеном групом названом Комбиновани одред, која је дејствовала у западној Лици, с посебним војничким и политичким задатком — да јача ангажовање хрватског становништва из тог дела Лике, у Народноослободилачком покрету (НОП). Септембра 1942. када је Главни штаб НОП одреда Хрватске формирао Трећу личку ударну бригаду Милан је постављен за њеног команданта. Крајем истог месеца, он је са бригадом разбио четнике у селу Радучу, а неколико дана касније и усташе у селу Рибнику, а затим заузео Брушане и Лички Нови. Били су то значајни успеси тек формиране бригаде и њеног команданта, на којима им је честитао Главни штаб Хрватске. Након тога, бригада је наставила да ређа нове успехе — разбила је четнички пук „Вожд Карађорђе“ на подручју Грачаца, а затим се, по наређењу Врховног штаба НОВ и ПОЈ, пребацила на сектор Босанског Грахова, где је у новембру 1942. оперисала под командом Штаба Друге пролетерске дивизије. После повратка у Лику, децембра 1942, бригада је успешно напала непријатељске посаде између Грачаца и Ловинца.
У току Четврте непријатељске офанзиве бригада је водила борбе са надмоћнијим италијанским снагама на Плочанском кланцу и код Горњег Лапца. Упорном одбраном на фронту, повременим противнападима и забацивањем дела снага у позадину, непријатељу су нанети озбиљни губици и онемогућен брз продор на ослобођену територију Лике. У свим овим борбама Милан се показао као вешт командант, а његова је лична заслуга и то што је бригада од Главног штаба НОВ и ПО Хрватске тада добила назив „ударна“.
Крајем марта 1943, постављен је за начелника Штаба Првог хрватског народноослободилачког ударног корпуса. Одмах потом, крајем марта и почетком априла 1943, командовао је привременом оперативном групом „Гацко“, и с њом постигао значајне успехе у гацкој долини. Потом се налазио на дужностима команданта Штаба книнског оперативног сектора и команданта новоформиране Деветнесте севернодалматинске дивизије, а затим начелника Штаба Осмог далматинског корпуса, са којим се истакао у борбама за ослобођење Далмације.
Непосредно пре завршетка рата, отишао је са групом официра у Совјетски Савез, где је завршио деветомесечни курс на Вишој војној академији „Ворошилов“, у Москви. После рата, завршио је Курс оперативе при Вишој војној академији ЈА.
Био је шеф Војне мисије ЈА у НР Албанији, а након тога командант армије, командант војне области, помоћник државног секретара за народну одбрану и начелник позадине Југословенске народне армије (ЈНА). Пензиониран је 1971. у чину генерал-пуковника. После тога, извесно време био је председник Републичког одбора Социјалистичког савеза радног народа Хрватске и председник Савеза резервних војних старешина Хрватске. Биран је за члана Централног комитета Савеза комуниста Хрватске, а био је и члан Савета федерације.
Умро је 20. априла 2005. и сахрањен је у Гробници народних хероја на загребачком гробљу Мирогој.
Носилац је Партизанске споменице 1941. и других југословенских одликовања, међу којима су — Орден ратне заставе, Орден партизанске звезде првог реда, Орден братства и јединства првог реда, Орден за храброст и др. Орденом народног хероја одликован је 23. јула 1952. године.